# Copa Mercosur 1999
Copa Mercosur 1999 var den andra säsongen av Copa Mercosur, en fotbollsturnering som spelades mellan klubbar i södra Sydamerika. I turneringen hade Brasilien 7 lag, Argentina 6 lag, Chile 3 lag samt Uruguay och Paraguay med 2 lag vardera. Detta innebar 20 lag totalt, som delades in i fem grupper om fyra. Där gick alla gruppvinnare samt de tre bästa tvåorna vidare till kvartsfinal.

## Gruppspel

### Grupp A
| Nr | Lag         | S | V | O | F | GM | IM | MS  | P  |
| -- | ----------- | - | - | - | - | -- | -- | --- | -- |
| 1  | Cruzeiro    | 6 | 5 | 1 | 0 | 16 | 2  | +14 | 16 |
| 2  | Palmeiras   | 6 | 3 | 2 | 1 | 19 | 10 | +9  | 11 |
| 3  | River Plate | 6 | 2 | 1 | 3 | 8  | 11 | −3  | 7  |
| 4  | Racing      | 6 | 0 | 0 | 6 | 2  | 22 | −20 | 0  |

### Grupp B
| Nr | Lag             | S | V | O | F | GM | IM | MS | P  |
| -- | --------------- | - | - | - | - | -- | -- | -- | -- |
| 1  | Independiente   | 6 | 3 | 2 | 1 | 7  | 5  | +2 | 11 |
| 2  | Corinthians     | 6 | 3 | 1 | 2 | 10 | 5  | +5 | 10 |
| 3  | Grêmio          | 6 | 2 | 2 | 2 | 5  | 6  | −1 | 8  |
| 4  | Vélez Sarsfield | 6 | 0 | 3 | 3 | 3  | 9  | −6 | 3  |

### Grupp C
| Nr | Lag                  | S | V | O | F | GM | IM | MS  | P  |
| -- | -------------------- | - | - | - | - | -- | -- | --- | -- |
| 1  | San Lorenzo          | 6 | 4 | 0 | 2 | 8  | 5  | +3  | 12 |
| 2  | Boca Juniors         | 6 | 3 | 1 | 2 | 10 | 5  | +5  | 10 |
| 3  | São Paulo            | 6 | 3 | 1 | 2 | 11 | 8  | +3  | 10 |
| 4  | Universidad Católica | 6 | 1 | 0 | 5 | 2  | 13 | −11 | 3  |

### Grupp D
| Nr | Lag           | S | V | O | F | GM | IM | MS | P  |
| -- | ------------- | - | - | - | - | -- | -- | -- | -- |
| 1  | Peñarol       | 6 | 3 | 3 | 0 | 10 | 7  | +3 | 12 |
| 2  | Nacional      | 6 | 3 | 1 | 2 | 10 | 6  | +4 | 10 |
| 3  | Vasco da Gama | 6 | 2 | 2 | 2 | 9  | 8  | +1 | 8  |
| 4  | Cerro Porteño | 6 | 0 | 2 | 4 | 9  | 17 | −8 | 2  |

### Grupp E
| Nr | Lag                  | S | V | O | F | GM | IM | MS | P  |
| -- | -------------------- | - | - | - | - | -- | -- | -- | -- |
| 1  | Olimpia              | 6 | 4 | 0 | 2 | 10 | 7  | +3 | 12 |
| 2  | Flamengo             | 6 | 3 | 1 | 2 | 16 | 8  | +8 | 10 |
| 3  | Colo-Colo            | 6 | 2 | 2 | 2 | 6  | 8  | −2 | 8  |
| 4  | Universidad de Chile | 6 | 1 | 1 | 4 | 4  | 13 | −9 | 4  |

### Rankning av grupptvåor
| Nr | Lag (grupp)      | S | V | O | F | GM | IM | MS | P  |
| -- | ---------------- | - | - | - | - | -- | -- | -- | -- |
| 1  | Palmeiras (A)    | 6 | 3 | 2 | 1 | 19 | 10 | +9 | 11 |
| 2  | Flamengo (E)     | 6 | 3 | 1 | 2 | 16 | 8  | +8 | 10 |
| 3  | Corinthians (B)  | 6 | 3 | 1 | 2 | 10 | 5  | +5 | 10 |
| 4  | Boca Juniors (C) | 6 | 3 | 1 | 2 | 10 | 5  | +5 | 10 |
| 5  | Nacional (D)     | 6 | 3 | 1 | 2 | 10 | 6  | +4 | 10 |

## Kvartsfinaler
| Lag 1         | Tot. resultat | Lag 2       | 1:a matchen | 2:a matchen | Straffar |
| ------------- | ------------- | ----------- | ----------- | ----------- | -------- |
| Palmeiras     | 7–5           | Cruzeiro    | 7–3         | 0–2         | —        |
| Independiente | 1–5           | Flamengo    | 1–1         | 0–4         | —        |
| San Lorenzo   | 4–2           | Corinthians | 2–1         | 2–1         | —        |
| Olimpia       | 1–3           | Peñarol     | 1–0         | 0–3         | —        |

## Semifinaler
| Lag 1       | Tot. resultat | Lag 2     | 1:a matchen | 2:a matchen | Straffar |
| ----------- | ------------- | --------- | ----------- | ----------- | -------- |
| San Lorenzo | 1–3           | Palmeiras | 1–0         | 0–3         | —        |
| Flamengo    | 5–3           | Peñarol   | 3–0         | 2–3         | —        |

## Final
| Lag 1    | Tot. resultat | Lag 2     | 1:a matchen | 2:a matchen | Omspel |
| -------- | ------------- | --------- | ----------- | ----------- | ------ |
| Flamengo | 7–6           | Palmeiras | 4–3         | 3–3         | —      |